# Rasbora tornieri
Cá lòng tong đuôi vàng hay còn gọi là cá lòng tong Toni (Danh pháp khoa học: Rasbora tornieri) là một loại cá lòng tong trong chi Rasbora thuộc họ cá chép. Cá phân bố ở lưu vực sông Mekong như Lào, Thái Lan, Campuchia và Việt Nam. Chúng được ghi nhận là có ở tại sông, kênh rạch hầu hết các huyện thuộc tỉnh An Giang, tuy nhiên tập trung nhiều nhất ở sông chính thuộc khu vực các huyện An Phú, Tân Châu, Phú Tân, Châu Thành, Chợ Mới. 

## Đặc điểm
Cá được bắt gặp ở tầng mặt của thủy vực. Kích thước cá thường gặp 5,55 – 8 cm ứng với trọng lượng 2,67–7,71 gram. Thức ăn của cá bao gồm các loài giáp xác nhỏ, cá con, côn trùng, đặc biệt là các loại ấu trùng muỗi (bọ gậy). Cá này không có giá trị kinh tế cao, nên thường được dùng trong tiêu thụ nhỏ lẻ ở cấp độ gia đình và làm mồi cho cá nuôi. 